# François Bozizé

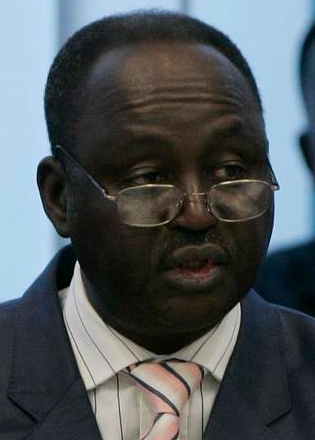
François Bozizé (2007)

François Bozizé [fʀɑ̃ˈswa bɔziˈze] (* 14. Oktober 1946 in Mouila, Gabun) war vom 15. März 2003 bis zum Putsch von Michel Djotodia am 24. März 2013 Präsident der Zentralafrikanischen Republik.

## Politische Laufbahn
Bozizé besuchte eine Offizierschule in der Provinz Bouar und wurde 1975 zum Hauptmann ernannt. 1978 wurde er vom damaligen Kaiser Jean-Bédel Bokassa zum Brigadegeneral befördert. Nachdem Bokassa 1979 von David Dacko seines Amtes enthoben worden war, wurde Bozizé zum Verteidigungsminister erhoben.
Während der Militärregierung von André Kolingba (1981 bis 1993) arbeitete Bozizé als Kommunikationsminister, wurde dann aber der Planung eines Putschversuches beschuldigt. Nach seiner Festnahme in Cotonou in Benin, im Juli 1989 wurde er inhaftiert und gefoltert, 1991 dann aber freigesprochen.
Bei den Wahlen im Jahre 1993, zu denen Bozizé kandidierte, verlor er gegen Ange-Félix Patassé, der die Nachfolge von Kolingba antrat. Daraufhin unterstützte er den neuen Präsidenten für viele Jahre und half ihm, 1996 und 1997 Meutereien in der Armee niederzuschlagen. Bozizé wurde dann zum Stabschef der Streitkräfte ernannt.
Im Mai 2001 jedoch wurde Bozizés Loyalität nach einem weiteren fehlgeschlagenen Staatsstreich gegen Patassé in Frage gestellt. Der Aufstand wurde mit Hilfe libyscher Truppen niedergeschlagen. Bozizé weigerte sich, Fragen bezüglich seiner Beteiligung zu beantworten, und floh im November schließlich mitsamt 300 Unterstützern in den Tschad.

## Putsch und Präsidentschaft
Vom Tschad aus führten Rebellengruppen um Bozizé während des Jahres 2002 regelmäßig Angriffe in die Zentralafrikanische Republik durch. Im Oktober startete er eine Attacke auf die Hauptstadt Bangui. Mit der Hilfe Libyens und der Bewegung für die Befreiung des Kongo (eine rebellische Gruppierung aus der Demokratischen Republik Kongo) konnte Patassé den Angriff aber abwehren.
Am 15. März 2003 gelang der Putsch und Bozizé konnte die Macht an sich reißen. Präsident Patassé war zu der Zeit auf einem Treffen in Niger und nicht in der Lage, zurückzukehren: Bozizé und seine Truppen hatten die Kontrolle über Bangui und den Flughafen gewonnen. Patassé flüchtete zunächst nach Kamerun und dann nach Togo. Die Partei, die Bozizé unterstützt, ist die Nationale Konvergenz „Kwa Na Kwa“, die sich als sozialdemokratische Partei versteht. Diverse Rebellengruppen darunter die UDFR erhoben sich gegen Bozizé und es kam im Norden des Landes zu einem Bürgerkrieg der bis 2007 andauerte.

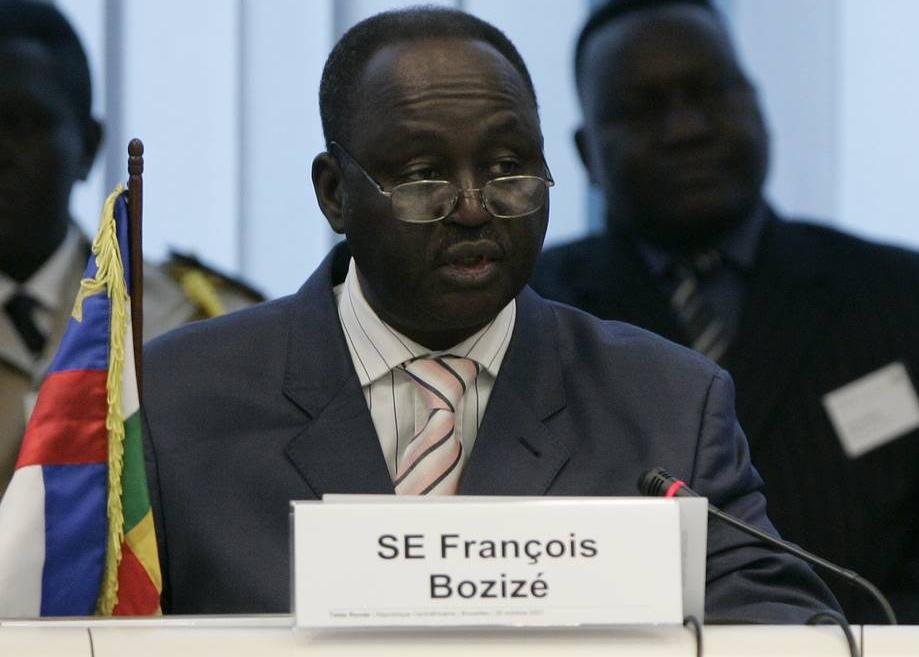
Bozizé in Brüssel, 2007

Im März 2004 sorgte Bozizé international für Aufsehen, als er dem abgesetzten haitianischen Präsidenten Jean-Bertrand Aristide erlaubte, die Zentralafrikanische Republik als Exil zu nutzen. Aristide blieb dort aber nur kurz.
Bozizé setzte die Verfassung von 1995 außer Kraft und am 5. Dezember 2004 wurde einer neuen Verfassung, die der alten sehr ähnlich sein soll, in einem Volksentscheid zugestimmt. Nach seiner Machtergreifung erklärte Bozizé, dass er bei geplanten Präsidentschaftswahlen nicht kandidieren würde, aber angesichts des erfolgreichen Volksentscheides bekundete er seine Absicht, sich doch aufstellen zu lassen.
Ende Dezember 2004 war Bozizé einer von fünf Kandidaten für die Präsidentschaftswahl zu Beginn des Jahres 2005. Im Januar 2005 erklärte er, dass drei weitere Kandidaten, die zu Beginn ausgeschlossen worden waren, nun doch teilnehmen könnten; Ende Januar wurde bekannt, dass noch weitere Kandidaten teilnehmen dürften, sodass die Gesamtzahl auf 11 anstieg. Der frühere Präsident Patassé war nicht unter ihnen. Die Wahlen wurden außerdem um einen Monat vom 13. Februar auf den 13. März verlegt.
Nach rund zwei Jahren kam es 2005 zu einer Bestätigung der Herrschaft Bozizés. Am 13. März erreichte er zunächst im ersten Wahlgang einen deutlichen Vorsprung gegenüber seinem Gegenkandidaten Martin Ziguélé. Am 8. Mai fand die zweite Wahlrunde statt, in der er 64,6 % der Stimmen erreichte. Am 11. Juni 2005 wurde Bozizé schließlich als Präsident vereidigt.
Mit Unterstützung französischer Truppen gelang es der Regierung um Bozizé Ende 2007 die Rebellengruppen im Norden des Landes zurückzuschlagen und ein Friedensabkommen mit dem UDFR zu erwirken.

## Bürgerkrieg und Flucht
Im Jahr 2012 formierten sich im Norden des Landes eine Koalition verschiedener Rebellengruppen zur Séléka, womit ein erneuter Bürgerkrieg begann. Nachdem die Séléka zunehmende militärische Erfolge verbuchen konnten, wandte sich Bozizé an Frankreich und die USA und bat erfolglos um Unterstützung.
Bis zum Morgen des 24. März 2013 nahmen die Séléka-Rebellen den Präsidentenpalast ein und Michel Djotodia erklärte sich selbst zum Präsidenten. Bozizé flüchtete daraufhin gemäß der Aussage eines seiner Berater in die Demokratische Republik Kongo, traf jedoch am nächsten Tag in Kamerun ein. Weite Teile des Landes sind seither de facto nicht von der Regierung beherrscht und die Zentralafrikanische Republik gilt als failed state.
Nachdem die UN im Mai 2014 Sanktionen gegen ihn erlassen hatte, sperrte die US-amerikanische Regierung Bozizés Bankkonten. Die Kwa Na Kwa verkündete dennoch, dass Bozizé in die zentralafrikanische Republik zurückkehren werde, um bei den Präsidentschaftswahlen 2015 anzutreten. Er wurde nicht als Kandidat zugelassen, da er nicht in einem Wählerverzeichnis eingetragen war und sich nicht im Land befand. 2019 kehrte Bozizé in die ZAR zurück.
Im September 2023 wurde Bozizé von einem Sondergericht in der ZAR wegen Folter von Gefangenen durch seine Präsidentengarde zu lebenslanger Haft und Zwangsarbeit verurteilt. Bozizé floh daraufhin in den Tschad und erhielt schließlich im Exil in Guinea-Bissau. Das Urteil wurde 2024 bestätigt und Bozizé wird mit einem internationalen Haftbefehl gesucht.